# Anarmostes costatus
Anarmostes costatus is een keversoort uit de familie somberkevers (Zopheridae). De wetenschappelijke naam van de soort werd in 1854 gepubliceerd door Carl Gustaf Thomson.